# Juan Gutiérrez Moreno
Juan Gutiérrez Moreno, cunoscut ca Juanito (n. 23 iulie 1976), este un fost fotbalist spaniol, care activa pe postul de fundaș.
El a reprezentat Spania la un Campionat Mondial și la două Campionate Europene de Fotbal, câștigând turneul Euro 2008.

## Goluri internaționale
| #  | Data            | Stadion                                | Oponent          | Scor | Rezultat | Competiția                                             |
| -- | --------------- | -------------------------------------- | ---------------- | ---- | -------- | ------------------------------------------------------ |
| 1. | 1 March 2006    | José Zorrilla, Valladolid, Spania      | Coasta de Fildeș | 3–2  | 3–2      | Meci amical                                            |
| 2. | 23 June 2006    | Fritz Walter, Kaiserslautern, Germania | Arabia Saudită   | 0–1  | 0–1      | Campionatul Mondial de Fotbal 2006                     |
| 3. | 11 October 2008 | A. Le Coq Arena, Tallinn, Estonia      | Estonia          | 0–1  | 0–3      | Calificările pentru Campionatul Mondial de Fotbal 2010 |

## Palmares

### Club
Betis
- Copa del Rey: 2004–05

Atlético Madrid
- UEFA Europa League: 2009–10
- Supercupa Europei: 2010
- Copa del Rey:

Finalist: 2009–10

### Internațional
- Campionatul European de Fotbal: 2008